# Établissement de santé à but lucratif
Un établissement de santé privé à but lucratif est une société commerciale dispensant des soins médicaux. On parle également de clinique privée à but lucratif, ou encore d'établissements ex-OQN. On en dénombrait 1030 en France en 2012.

## Définition
Un établissement de santé privé lucratif exerce une mission de service public : les soins médicaux ; mais son statut diffère des deux autres formes d'établissements qui exercent cette même mission principale, à savoir les établissements publics de santé (hôpital public) et les établissements privés de type associatif (ESPIC). Leurs domaines d'activité sont principalement :
- la médecine-chirurgie-obstétrique (MCO)
- les soins de suite et réadaptation (SSR)
- les cliniques psychiatriques
- les établissements d'hébergement pour personnes âgées dépendantes (EHPAD)
- les centres spécialisés (radiologie, centre de dialyse, hospitalisation à domicile...)

À la différence des deux autres statuts, les médecins exerçant dans des établissements de santé privé à but lucratif ont majoritairement un statut d'exercice libéral. Ils passent convention avec l'établissement pour mise à disposition d'une salle de consultation, d'un bloc opératoire, d'un secrétariat, d'une équipe médicale... et participent au projet d'établissement. Les autres personnels sont quant à eux régis par le Code du travail.

## Histoire
Historiquement groupement de quelques praticiens libéraux, ces établissements étaient des unités de taille modeste, rattachés à un seul lieu géographique. Depuis les années 80 et 90, on assiste à une restructuration profonde du secteur par regroupement/rachat/fusion. Certains services sont décentralisés, ou tout au moins mutualisés. Les cliniques indépendantes sont aujourd'hui minoritaires par rapport aux groupes. Le nombre d'entités juridiques diminue donc, mais la taille et donc la capacité d'accueil totale augmente. Ce secteur représente 36,3 % des hospitalisations en 2014, mais avec une surreprésentation des séjours sans nuitées par rapport aux hospitalisations complètes d'une part ; et de fortes disparités territoriales : de 46 % de l'offre de soins en Corse, à 5 % en Alsace. 

## Évolution
La loi HPST vise à rapprocher les conditions d'exercice de tous les établissements de santé, quel que soit leur statut juridique. Par exemple le privé lucratif peut désormais accueillir des internes, alors qu'auparavant l'enseignement était une mission réservée au statut public. Cette réforme a également pour ambition de faciliter la coopération entre structures privées et publiques, par exemple avec les groupements de coopération sanitaires.
Les établissements de santé privés à but lucratif sont financés sur la base d'une tarification à l'activité (T2A) pour les activités de médecine, chirurgie et obstétrique et sur un prix de journée pour les activités de soins de suite, psychiatrie et long séjour. Le mouvement de réforme actuel vise d'une part à freiner les dépenses de l'assurance maladie, et d'autre part à harmoniser la tarification entre les 3 statuts. 